# Donald Graham Burt
Donald Graham Burt é um decorador de arte estadunidense. Venceu o Oscar de melhor direção de arte na edição de 2009 por The Curious Case of Benjamin Button, ao lado de Victor J. Zolfo.